# Verdrag van Londen (1949)
Op 5 mei 1949 werd het Verdrag van Londen ondertekend, waarmee de Raad van Europa (RvE, Engels: Council of Europe CoE, Frans: Conseil de l'Europe CdE) werd opgericht met als belangrijkste doel het bewaren van vrede, het bevorderen van eenheid en de bescherming van mensenrechten, onder andere door het afsluiten van onderlinge verdragen. Directe aanleiding was de Tweede Wereldoorlog en de daaropvolgende sterke behoefte aan een organisatie die zich in Europa zou richten op het bevorderen van mensenrechten en democratie. Artikel 1 in de originele Engelse versie:
The aim of the Council of Europe is to achieve a greater unity between its Members for the purpose of safeguarding and realising the ideals and principles which are their common heritage and facilitating their economic and social progress.
De volgende tien landen hebben de Raad opgericht, ze zaten aan de onderhandelingstafel en zetten hun handtekening onder dit verdrag:
- België;
- Denemarken;
- Frankrijk;
- Ierland;
- Italië;
- Luxemburg;
- Nederland;
- Noorwegen;
- Verenigd Koninkrijk;
- Zweden.

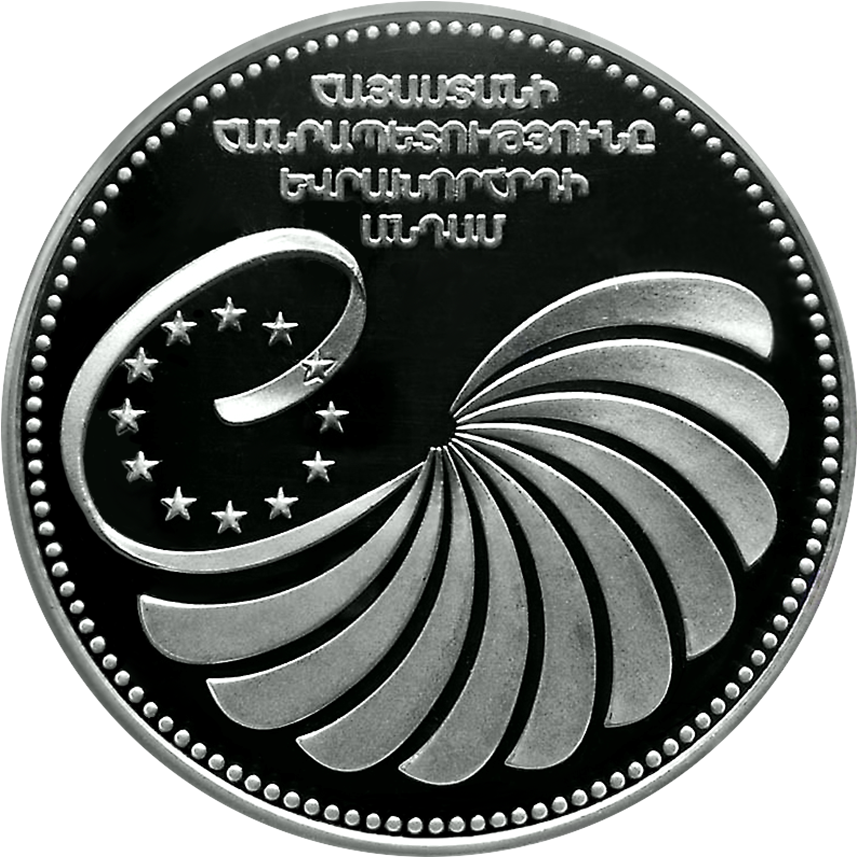
Armeense munt ter herinnering aan toetreding tot Raad van Europa in 2001.

Later traden nog veel meer landen toe, waaronder ook landen die geen lidstaat zijn van de Europese Unie, zoals Zwitserland en Turkije. Het Verenigd Koninkrijk is verdragspartner sinds 1949, de Europese Unie is van plan te ondertekenen. Rusland, Kazachstan, Belarus en Vaticaanstad zijn geen lid
Anno 2022 kent de Raad van Europa 46 leden: Member states of the Council of Europe
Het belangrijkste verdrag dat door inzet en bemoeienis van de Raad tot stand is gekomen is het Europees Verdrag voor de Rechten van de Mens (EVRM) (Engels: European Convention on Human Rights), met als onafhankelijke gerechtelijke instantie het Europees Hof voor de Rechten van de Mens (Engels: European Court of Human Rights).
De Raad van Europa maakt géén deel uit van de Europese Unie; de Raad van de Europese Unie ofwel Europese Raad, zijn dat wel.